# عدنان عبيدي
عدنان عبيدي، هو مصور هندي مقيم في نيودلهي .  حاز ثلاث مرات على جائزة بوليتزر للتصوير الفوتوغرافي ضمن فريق التصوير في وكالة الأنباء "رويترز" 

## مسيرته المهنية
بدأ عدنان عبيدي مسيرته المهنية كمساعد مصور في عام 1997، وعمل في وكالة "بان آسيا نيوز" و"اندو فوتو نيوز" و"بريس تيرست أوف إنديا". وتعاون مع وكالة الأنباء "رويترز"، قبل أن يعيين بشكل رسمي.
شارك في تغطية العديد من الأحداث عبر عدسته، حيث غطى حادثة اختطاف طائرة الخطوط الجوية الهندية في قندهار عام 1999، والآثار المدمرة لزلزال تسونامي عام 2004، وزلزال كشمير عام 2005، والأزمة السياسية في جزر المالديف بين عامي 2011 و2012، وآثار إعصار فايلن في ولاية أوريسا الهندية عام 2013، والزلزال الذي ضرب نيبال عام 2015.

## الجوائز
في عام 2017 ، أصبح عبيدي أول هندي يفوز بجائزة بوليتزر للتصوير الفوتوغرافي، بعد أن غطى بعدسته الهجرة الجماعية للروهينجا مع زميله دانش صديقي ضمن طاقم التصوير في وكالة رويترز.  
وفي عام 2020، فاز عبيدي بجائزة بوليتزر 2020 للتصوير الفوتوغرافي للأخبار العاجلة عن تغطيته لاحتجاجات هونغ كونغ 2019-2020 .  
وفي عام 2022 ، رفعت صور عبيدي لتغطيته جائحة كورونا في الهند، رصيده في جائزة بوليتزر لتصل إلى ثلاثة جوائز ، كما فاز عمله المعنون بـ"كوفيد.. رعب في دلهي" بالمركز الأول لأفضل تصوير صحفي من قبل منظمة "إن بي بي آي" في فئة الأخبار العاجلة.